# Chondrostethus binodis
Chondrostethus binodis är en insektsart som först beskrevs av Sharp 1898.  Chondrostethus binodis ingår i släktet Chondrostethus och familjen Phasmatidae. Inga underarter finns listade i Catalogue of Life.